# Milford, Wisconsin
Milford là một thị trấn thuộc quận Jefferson, tiểu bang Wisconsin, Hoa Kỳ. 

## Dân số
Năm 2010, dân số của thị trấn này là 1.054 người.

## Vĩ độ
43,1353° hoặc 43° 8' 7" bắc.

## Kinh độ
-88,8424° hoặc 88° 50' 33" Tây.

## Độ cao
252 mét (827 feet).